# Eleições legislativas portuguesas de 1991 no distrito de Viana do Castelo
| Eleições legislativas portuguesas de 1991 Distritos: Aveiro \| Beja \| Braga \| Bragança \| Castelo Branco \| Coimbra \| Évora \| Faro \| Guarda \| Leiria \| Lisboa \| Portalegre \| Porto \| Santarém \| Setúbal \| Viana do Castelo \| Vila Real \| Viseu \| Açores \| Madeira \| Estrangeiro |

## Resultados por Concelho
Os resultados nos concelhos do Distrito de Viana do Castelo foram os seguintes:

### Arcos de Valdevez
| Partido                 | Partido                        | Votos  | %               | +/-  |
| ----------------------- | ------------------------------ | ------ | --------------- | ---- |
|                         | Partido Social Democrata       | 8 921  | 65,37 / 100,00  | 6,57 |
|                         | Partido Socialista             | 2 894  | 21,21 / 100,00  | 0,49 |
|                         | Centro Democrático e Social    | 784    | 5,74 / 100,00   | 2,04 |
|                         | Coligação Democrática Unitária | 297    | 2,18 / 100,00   | 0,15 |
|                         | Outros                         | 431    | 3,16 / 100,00   |      |
| Votos Inválidos         | Votos Inválidos                | 320    | 2,34 / 100,00   | 1,31 |
| Total                   | Total                          | 13 647 | 100,00 / 100,00 |      |
| Eleitorado/Participação | Eleitorado/Participação        | 25 374 | 53,78 / 100,00  | 4,93 |

### Caminha
| Partido                 | Partido                           | Votos  | %               | +/-  |
| ----------------------- | --------------------------------- | ------ | --------------- | ---- |
|                         | Partido Social Democrata          | 4 814  | 49,61 / 100,00  | 4,36 |
|                         | Partido Socialista                | 3 358  | 34,60 / 100,00  | 1,12 |
|                         | Coligação Democrática Unitária    | 508    | 5,23 / 100,00   | 0,21 |
|                         | Centro Democrático e Social       | 374    | 3,85 / 100,00   | 0,17 |
|                         | Partido da Solidariedade Nacional | 155    | 1,60 / 100,00   | Novo |
|                         | Partido Renovador Democrático     | 105    | 1,08 / 100,00   | 3,79 |
|                         | Outros                            | 192    | 1,98 / 100,00   |      |
| Votos Inválidos         | Votos Inválidos                   | 198    | 2,04 / 100,00   | 1,11 |
| Total                   | Total                             | 9 704  | 100,00 / 100,00 |      |
| Eleitorado/Participação | Eleitorado/Participação           | 13 825 | 70,19 / 100,00  | 2,86 |

### Melgaço
| Partido                 | Partido                        | Votos  | %               | +/-  |
| ----------------------- | ------------------------------ | ------ | --------------- | ---- |
|                         | Partido Social Democrata       | 3 173  | 55,95 / 100,00  | 5,25 |
|                         | Partido Socialista             | 1 810  | 31,92 / 100,00  | 1,23 |
|                         | Centro Democrático e Social    | 303    | 5,34 / 100,00   | 2,13 |
|                         | Coligação Democrática Unitária | 66     | 1,16 / 100,00   | 0,71 |
|                         | Partido Renovador Democrático  | 58     | 1,02 / 100,00   | 0,89 |
|                         | Outros                         | 122    | 2,16 / 100,00   |      |
| Votos Inválidos         | Votos Inválidos                | 139    | 2,45 / 100,00   | 0,66 |
| Total                   | Total                          | 5 671  | 100,00 / 100,00 |      |
| Eleitorado/Participação | Eleitorado/Participação        | 11 062 | 51,27 / 100,00  | 3,89 |

### Monção
| Partido                 | Partido                        | Votos  | %               | +/-  |
| ----------------------- | ------------------------------ | ------ | --------------- | ---- |
|                         | Partido Social Democrata       | 7 127  | 61,16 / 100,00  | 2,45 |
|                         | Partido Socialista             | 2 619  | 22,47 / 100,00  | 3,35 |
|                         | Centro Democrático e Social    | 1 079  | 9,26 / 100,00   | 1,07 |
|                         | Coligação Democrática Unitária | 238    | 2,04 / 100,00   | 0,25 |
|                         | Outros                         | 364    | 3,11 / 100,00   |      |
| Votos Inválidos         | Votos Inválidos                | 226    | 1,94 / 100,00   | 0,61 |
| Total                   | Total                          | 11 653 | 100,00 / 100,00 |      |
| Eleitorado/Participação | Eleitorado/Participação        | 20 095 | 57,99 / 100,00  | 5,61 |

### Paredes de Coura
| Partido                 | Partido                           | Votos | %               | +/-  |
| ----------------------- | --------------------------------- | ----- | --------------- | ---- |
|                         | Partido Social Democrata          | 2 823 | 55,39 / 100,00  | 5,76 |
|                         | Partido Socialista                | 1 507 | 29,57 / 100,00  | 0,91 |
|                         | Centro Democrático e Social       | 246   | 4,83 / 100,00   | 0,16 |
|                         | Coligação Democrática Unitária    | 161   | 3,16 / 100,00   | 1,00 |
|                         | Partido Renovador Democrático     | 84    | 1,65 / 100,00   | 1,73 |
|                         | Partido da Solidariedade Nacional | 57    | 1,12 / 100,00   | Novo |
|                         | Outros                            | 106   | 2,08 / 100,00   |      |
| Votos Inválidos         | Votos Inválidos                   | 113   | 2,22 / 100,00   | 1,18 |
| Total                   | Total                             | 5 097 | 100,00 / 100,00 |      |
| Eleitorado/Participação | Eleitorado/Participação           | 9 367 | 54,41 / 100,00  | 2,23 |

### Ponte da Barca
| Partido                 | Partido                        | Votos  | %               | +/-  |
| ----------------------- | ------------------------------ | ------ | --------------- | ---- |
|                         | Partido Social Democrata       | 4 837  | 64,19 / 100,00  | 0,03 |
|                         | Partido Socialista             | 2 008  | 26,65 / 100,00  | 7,14 |
|                         | Centro Democrático e Social    | 276    | 3,66 / 100,00   | 2,89 |
|                         | Coligação Democrática Unitária | 126    | 1,67 / 100,00   | 0,42 |
|                         | Outros                         | 160    | 2,12 / 100,00   |      |
| Votos Inválidos         | Votos Inválidos                | 128    | 1,69 / 100,00   | 1,07 |
| Total                   | Total                          | 7 535  | 100,00 / 100,00 |      |
| Eleitorado/Participação | Eleitorado/Participação        | 11 735 | 64,21 / 100,00  | 3,25 |

### Ponte de Lima
| Partido                 | Partido                        | Votos  | %               | +/-  |
| ----------------------- | ------------------------------ | ------ | --------------- | ---- |
|                         | Partido Social Democrata       | 16 136 | 63,95 / 100,00  | 2,51 |
|                         | Partido Socialista             | 3 996  | 15,84 / 100,00  | 2,27 |
|                         | Centro Democrático e Social    | 3 265  | 12,94 / 100,00  | 0,99 |
|                         | Coligação Democrática Unitária | 754    | 2,99 / 100,00   | 0,46 |
|                         | Outros                         | 703    | 2,78 / 100,00   |      |
| Votos Inválidos         | Votos Inválidos                | 377    | 1,50 / 100,00   | 0,91 |
| Total                   | Total                          | 25 231 | 100,00 / 100,00 |      |
| Eleitorado/Participação | Eleitorado/Participação        | 35 167 | 71,75 / 100,00  | 6,67 |

### Valença
| Partido                 | Partido                           | Votos  | %               | +/-  |
| ----------------------- | --------------------------------- | ------ | --------------- | ---- |
|                         | Partido Social Democrata          | 4 940  | 63,07 / 100,00  | 0,75 |
|                         | Partido Socialista                | 1 834  | 23,42 / 100,00  | 2,40 |
|                         | Centro Democrático e Social       | 481    | 6,14 / 100,00   | 0,64 |
|                         | Coligação Democrática Unitária    | 158    | 2,02 / 100,00   | 0,25 |
|                         | Partido da Solidariedade Nacional | 95     | 1,21 / 100,00   | Novo |
|                         | Outros                            | 189    | 2,41 / 100,00   |      |
| Votos Inválidos         | Votos Inválidos                   | 135    | 1,73 / 100,00   | 0,73 |
| Total                   | Total                             | 7 832  | 100,00 / 100,00 |      |
| Eleitorado/Participação | Eleitorado/Participação           | 11 827 | 66,22 / 100,00  | 3,67 |

### Viana do Castelo
| Partido                 | Partido                           | Votos  | %               | +/-  |
| ----------------------- | --------------------------------- | ------ | --------------- | ---- |
|                         | Partido Social Democrata          | 23 387 | 48,89 / 100,00  | 1,09 |
|                         | Partido Socialista                | 13 469 | 28,16 / 100,00  | 9,46 |
|                         | Coligação Democrática Unitária    | 4 497  | 9,40 / 100,00   | 3,30 |
|                         | Centro Democrático e Social       | 3 063  | 6,40 / 100,00   | 1,07 |
|                         | Partido da Solidariedade Nacional | 845    | 1,77 / 100,00   | Novo |
|                         | Partido Renovador Democrático     | 604    | 1,26 / 100,00   | 7,60 |
|                         | Outros                            | 1 030  | 2,15 / 100,00   |      |
| Votos Inválidos         | Votos Inválidos                   | 940    | 1,96 / 100,00   | 0,66 |
| Total                   | Total                             | 47 835 | 100,00 / 100,00 |      |
| Eleitorado/Participação | Eleitorado/Participação           | 68 654 | 69,68 / 100,00  | 6,65 |

### Vila Nova de Cerveira
| Partido                 | Partido                           | Votos | %               | +/-  |
| ----------------------- | --------------------------------- | ----- | --------------- | ---- |
|                         | Partido Social Democrata          | 3 154 | 57,44 / 100,00  | 0,09 |
|                         | Partido Socialista                | 1 690 | 30,78 / 100,00  | 7,45 |
|                         | Centro Democrático e Social       | 186   | 3,39 / 100,00   | 1,65 |
|                         | Coligação Democrática Unitária    | 112   | 2,04 / 100,00   | 0,02 |
|                         | Partido Renovador Democrático     | 87    | 1,58 / 100,00   | 2,83 |
|                         | Partido da Solidariedade Nacional | 66    | 1,20 / 100,00   | Novo |
|                         | Outros                            | 93    | 1,69 / 100,00   |      |
| Votos Inválidos         | Votos Inválidos                   | 103   | 1,88 / 100,00   | 1,54 |
| Total                   | Total                             | 5 491 | 100,00 / 100,00 |      |
| Eleitorado/Participação | Eleitorado/Participação           | 7 694 | 71,37 / 100,00  | 2,15 |